# Biserica „Sfinții Arhangheli Mihail și Gavriil” din Sociteni
Biserica „Sf. Arhangheli Mihail și Gavriil” este o biserică amplasată în Sociteni, raionul Ialoveni, Republica Moldova. Este un monument arhitectural de importanță națională inclus în Registrul monumentelor Republicii Moldova ocrotite de stat cu nr. 766 (raionul Ialoveni). Datează din 1870.